# Brian Pallister
Brian William Pallister, né le 6 juillet 1954 à Portage la Prairie (Manitoba), est un homme politique canadien, premier ministre du Manitoba de 2016 à 2021.

## Biographie

### Politique provinciale
Brian Pallister se lance en politique active en 1992. À la suite de la démission du député Edward Connery (en), une élection partielle est organisée dans la circonscription provinciale manitobaine de Portage-la-Prairie. Pallister se présente pour le Parti progressiste-conservateur du Manitoba et le 15 septembre 1992, il est élu député à l'Assemblée législative du Manitoba. Réélu lors des élections générales du 25 avril 1995, il entre au cabinet du gouvernement de Gary Filmon à titre de ministre des Services gouvernementaux le 9 mai suivant. Il quitte son poste de ministre le 6 janvier 1997 afin de se préparer pour son passage au niveau fédéral.

### Politique fédérale
Après avoir gagné l'investiture à titre de candidat du Parti progressiste-conservateur dans la nouvelle circonscription fédérale de Portage—Lisgar, il démissionne de son poste de député provincial. Cependant, aux élections générales fédérales du 2 juin 1997, il perd au détriment du candidat réformiste Jake Hoeppner (en), député sortant de la circonscription abolie de Lisgar—Marquette, circonscription partiellement redistribuée dans la nouvelle circonscription.
Après avoir quitté le 17 août 2000 le Parti progressiste-conservateur pour l'Alliance canadienne, il gagne l'investiture de son nouveau parti dans Portage—Lisgar et est élu député à la Chambre des communes de la circonscription lors des élections générales du 27 novembre 2000. Il est député sous la bannière de l'Alliance canadienne de 2000 à 2003 et du Parti conservateur du Canada, nouveau parti issu de la fusion de l'Alliance canadienne et du Parti progressiste-conservateur du Canada, de 2003 à 2008.

### Retour à la politique provinciale
À la suite de l'élection provinciale du 4 octobre 2011, Hugh McFadyen présente sa démission comme chef du Parti progressiste-conservateur du Manitoba. Le 11 avril 2012, Brian Pallister annonce son intention de briguer la direction du parti, qu'il remporte par acclamation le 30 juillet suivant.

#### Premier ministre du Manitoba
Le Parti progressiste-conservateur remporte la majorité absolue lors des élections législatives dans la province le 19 avril 2016. Pallister devient premier ministre et son cabinet est assermenté le 3 mai.
Sans attendre la fin de la législature prévue en 2020, le premier ministre annonce des élections anticipées qui se tiennent le 10 septembre 2019. Le PCC l'emporte de nouveau, bien qu'en légère baisse par rapport au précédent scrutin, et Pallister est reconduit à la tête d'un gouvernement majoritaire. Le 10 août 2021, il annonce sa démission comme premier ministre, effective pour le 1er septembre. Il est remplacé à cette date par Kelvin Goertzen. Un mois plus tard, le 4 octobre, il démissionne également de son poste de député provincial de Fort Whyte.